# Vasyl' Kardaš
Vasyl' Jaroslavovyč Kardaš (in ucraino Василь Ярославович Кардаш?; Leopoli, 14 gennaio 1973) è un ex calciatore ucraino, di ruolo difensore.